# Inclination (geste)

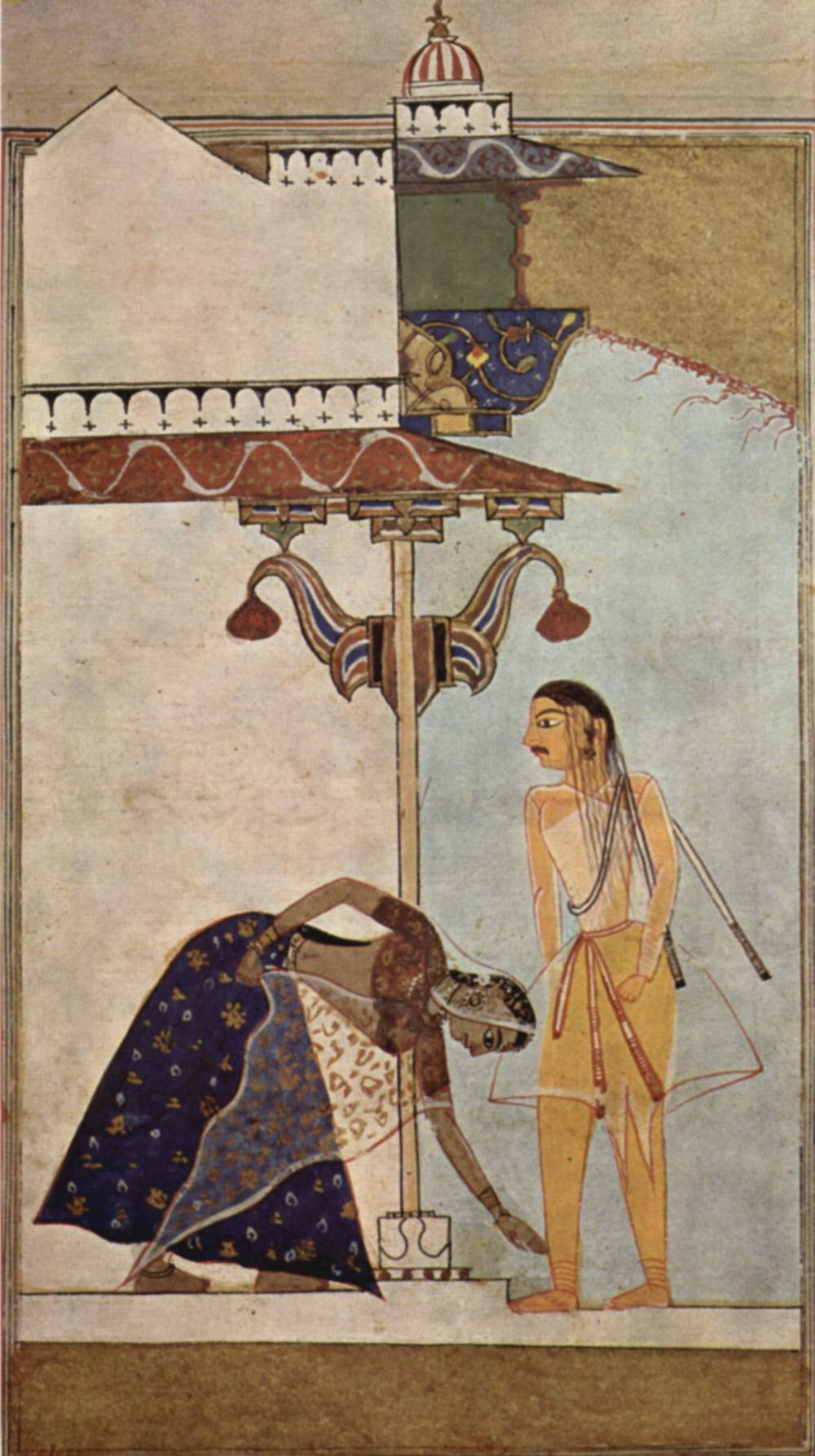
Peinture indienne du XVIe siècle représentant une inclination.

L’inclination est un geste social ou religieux qui consiste à pencher la tête ou le corps pour signifier l'acquiescement ou le respect envers une autre personne ou envers un symbole. Très couramment pratiqué dans les cultures asiatiques, le geste est aussi typique de la noblesse et de l'aristocratie de nombreux pays notamment en Europe.
Encore pratiqué aujourd'hui sur scène, la révérence finale, les acteurs ou musiciens peuvent s'incliner à la fin de leur prestation.